# Their Satanic Majesties Request
| 평가 점수                     | 평가 점수 |
| 출처                          | 점수      |
| ----------------------------- | --------- |
| AllMusic                      | [ 6 ]     |
| Encyclopedia of Popular Music | [ 7 ]     |
| Entertainment Weekly          | C         |
| The Great Rock Discography    | 5/10      |
| Louder                        | [ 10 ]    |
| NME                           | 8/10      |
| Pitchfork                     | 7.8/10    |
| Record Collector              | [ 13 ]    |
| The Rolling Stone Album Guide | [ 14 ]    |
| The Village Voice             | B+        |

《Their Satanic Majesties Request》는 1967년 12월 8일, 영국의 데카 레코드와 미국의 런던 레코드를 통해 발매된 영국의 록 밴드 롤링 스톤스의 여섯 번째 스튜디오 음반이다. 이 음반은 두 나라에서 동일한 버전으로 발매된 첫 번째 롤링 스톤스 음반이기도 하다. 음반 제목은 영국 여권에 실린 "Her Britannic Majesty requests and requires"라는 문구를 패러디한 것이다.
밴드는 이 음반에서 사이키델릭 사운드를 실험했으며, 멜로트론, 음향효과, 현악기 편곡, 아프리카 리듬 등 비전통적인 요소들을 도입했다. 밴드 멤버들은 이 음반을 자신들이 직접 제작했는데, 이는 매니저이자 프로듀서인 앤드루 루그 올덤이 떠난 후 이루어진 일이었다. 긴 녹음 과정은 마약 사용, 법정 출두, 그리고 밴드 멤버들의 구속으로 특징지어졌다. 오리지널 LP 커버는 사진작가 마이클 쿠퍼의 렌티큘러 이미지로 꾸며져 있다. 음반 발매 후, 롤링 스톤스는 사이키델릭 스타일을 버리고 블루스 음악으로 돌아가는 간소화된 스타일로 변화했다.
《Their Satanic Majesties Request》는 처음에는 엇갈린 평가를 받았다. 이 음반은 비틀즈의 동시기 작품, 특히 1967년 6월에 발매된 《Sgt. Pepper's Lonely Hearts Club Band》와 유사하다는 비판을 받았으며, 이 유사성은 음반 커버에도 확연히 드러났다. 그러나 이후 몇십 년이 지나면서, 이 음반에 대한 평가는 더 긍정적으로 변화했다.

## 녹음
《Their Satanic Majesties Request》의 녹음은 1967년 1월 20일, 《Between the Buttons》 발매 직후 시작되었다. 법원 출석과 징역형으로 인해, 밴드 전원이 동시에 스튜디오에 있는 경우가 드물어 음반 녹음은 길고 분절적인 과정이 되었다. 밴드 멤버들은 자주 손님들을 동반해 도착해 생산성을 방해하기도 했다. 이 시기 동안 비교적 침착했던 멤버인 빌 와이먼은 사이키델릭 약물에 대한 경계를 표하며, 당시 롤링 스톤스의 상황을 풍자하는 곡 〈In Another Land〉를 작곡했다. 2002년 출판된 《Rolling with the Stones》에서 와이먼은 스튜디오에서의 상황을 다음과 같이 묘사했다.
스튜디오에선 매일 누가 올지, 그리고 올 경우 그들이 어떤 긍정적인 기여를 할지 여부가 복권처럼 결정되었어요. 키스는 최대 열 명 정도를 데리고 오고, 브라이언은 또 다른 여섯 명 정도를 데리고 왔죠. 믹도 마찬가지였어요. 그들은 여자친구들과 친구들이었죠. 나는 그게 정말 싫었어요! 또, 앤드루 (올덤)도 마찬가지였고 결국 포기했어요. 그럴 때마다 나도 포기하고 싶었죠.

롤링 스톤스는 세션 중에 멜로트론, 테레민, 단파 라디오 정적, 그리고 당시 미래의 레드 제플린 베이시스트인 존 폴 존스가 참여한 현악 편곡 등 다양한 새로운 악기와 음향 효과를 실험했다. 밴드의 집중력 부족에 이미 지쳐 있던 프로듀서이자 매니저인 앤드루 루그 올덤은 마약 단속으로 인해 밴드와 거리를 두었고, 결국 그들을 떠나며 프로듀서 없이 음반을 만들게 되었다. 이로 인해 《Their Satanic Majesties Request》는 롤링 스톤스가 처음으로 자체 제작한 음반이 되었다. 믹 재거는 나중에 이것이 최선의 선택이 아니었다고 의견을 밝히며, 몇몇 트랙에 대해 불쾌감을 표했다.
또 다른 인터뷰에서 브라이언 존스는 다음과 같이 말했다.
그건 정말 일종의 모여서 만든 혼돈 같은 거였어요. 우리 모두가 약간 당황했죠. 심지어 발매일 한 달 전쯤까지도 우리는 아무것도 제대로 정리하지 못한 상태였어요. 훌륭한 곡들이 많긴 했지만, 그걸 음반으로 낼 수는 없었죠. 그래서 그냥 그 곡들을 모아서 여기저기 조금씩 편집을 했어요.

## 커버 아트
처음 제안된 음반 커버는 믹 재거가 나체로 십자가에 매달린 사진이었으나, 음반사가 이를 "악취미"로 판단해 폐기되었다. 초반 LP는 사진작가 마이클 쿠퍼가 촬영한 밴드의 3차원 렌티큘러 이미지로 된 커버를 특징으로 하며, 특정 각도에서 바라보면 밴드 멤버들의 얼굴이 서로를 향해 돌아가는 모습이 나타난다. 단, 재거는 양손을 교차한 모습으로 표현되어 있어 예외를 이룬다. 커버를 자세히 들여다보면 네 비틀즈 멤버의 얼굴이 보이는데, 이는 비틀즈가 《Sgt. Pepper's Lonely Hearts Club Band》 음반 커버에 "Welcome the Rolling Stones"라는 문구가 적힌 셜리 템플 인형을 포함시킨 것에 대한 응답으로 알려져 있다. 이후 제작 비용 문제로 인해 렌티큘러 이미지 대신 일반 사진으로 대체된 버전이 발매되었다. 1980년대에 한정판 LP로 원래의 3D 커버 디자인이 재인쇄되었으며, 이 재발매 직후 3D 커버를 재현하기 위한 원본 재료가 고의로 폐기되었다는 주장이 제기되었으나, 이후 여러 차례의 재발매를 통해 이 주장은 사실이 아닌 것으로 드러났다. 해당 렌티큘러 커버는 2008년 일본 SHM-CD판에도 축소된 형태로 사용되었다.
초기 커버 디자인은 렌티큘러 이미지가 앞면 커버 전체를 차지하도록 기획되었으나, 제작 비용이 과도하게 높다는 판단에 따라 사진의 크기를 줄이고, 이를 청색과 백색의 그래픽 디자인으로 둘러싸는 방식으로 변경되었다.
전체 커버 디자인은 매우 정교하게 구성되어 있으며, 마이클 쿠퍼가 제작한 복잡한 사진 콜라주와 미로가 내부 커버 대부분을 채우고 있다. 뒷면 커버에는 토니 미위위슨이 그린 그림이 실려 있으며, 이는 네 가지 원소 (흙, 물, 불, 공기)를 묘사하고 있다. 일부 판본에서는 앞면 커버의 청색과 백색의 연무 패턴이 종이 속지에 적색과 백색의 버전으로 사용되기도 했다. 내부 커버의 콜라주는 고전 회화 (앵그르, 푸생, 다 빈치 등)의 복제본, 인도 만다라 및 인물화, 천문학 (토성의 대형 이미지 포함), 꽃, 세계 지도 등 수십 개의 이미지로 구성되어 있다. 영국 및 미국판의 내부 커버에 포함된 미로는 완수할 수 없도록 설계되어 있으며, 좌하단 모서리에서 약 반지름 거리 안쪽에 벽이 있어 중심부의 "It's Here"라고 표시된 목적지에 도달할 수 없게 되어 있다.
이 음반은 롤링 스톤스의 음반 가운데 기발한 커버 디자인이 적용된 네 장 중 첫 번째 작품으로, 이후 《Sticky Fingers》 (1971년)의 지퍼, 《Some Girls》 (1978년)의 오려낸 얼굴들, 《Undercover》 (1983년)의 스티커 등이 그 뒤를 이었다.
1997년경부터 이 음반의 프로모션용 버전이 존재하며, 실크 패딩이 포함되어 있다는 소문이 돌기 시작했다. 분홍색 패딩 버전의 사진이 데카 저작권 부서에서 발행한 편지와 함께 공개되었으나, 해당 편지는 실제로 인증하려는 음반과 일치하지 않는 것으로 드러났으며, 이로 인해 해당 버전이 위조된 것일 가능성이 거의 확실시되었다.

## 곡 목록
빌 와이먼이 쓴 〈In Another Land〉를 제외하면, 믹 재거와 키스 리처즈가 모든 곡을 썼다.
| #  | 제목                                          | 재생 시간 |
| -- | --------------------------------------------- | --------- |
| 1. | 〈Sing This All Together〉                    | 3:46      |
| 2. | 〈Citadel〉                                   | 2:50      |
| 3. | 〈In Another Land〉                           | 3:15      |
| 4. | 〈2000 Man〉                                  | 3:07      |
| 5. | 〈Sing This All Together (See What Happens)〉 | 8:33      |

| #   | 제목                           | 재생 시간 |
| --- | ------------------------------ | --------- |
| 6.  | 〈She's a Rainbow〉            | 4:35      |
| 7.  | 〈The Lantern〉                | 4:24      |
| 8.  | 〈Gomper〉                     | 5:08      |
| 9.  | 〈2000 Light Years from Home〉 | 4:45      |
| 10. | 〈On with the Show〉           | 3:40      |

## 참여 인원
| 롤링 스톤스 - 믹 재거 – 리드 보컬, 백 보컬, 타악기 - 키스 리처즈 – 기타, 베이스 기타, 백 보컬 - 브라이언 존스 – 멜로트론, 오르간, 기타, 플루트, 소프라노 색소폰, 전자 덜시머, 레코더 - 빌 와이먼 – 베이스 기타, 타악기, 백 보컬, 〈In Another Land〉의 리드 보컬과 피아노 - 찰리 와츠 – 드럼, 타악기, 타블라 | 추가 인원 - 니키 홉킨스 – 피아노, 오르간, 멜로트론, 하프시코드 - 존 폴 존스 – 현악기, 〈She's a Rainbow〉의 편곡 - 로니 레인 – 〈In Another Land〉의 백 보컬 - 스티브 매리어트 – 〈In Another Land〉의 백 보컬 |

## 인증
| 국가                                                            | 인증 | 판매량/출하량 |
| --------------------------------------------------------------- | ---- | ------------- |
| 영국 (BPI) release of 2006                                      | 실버 | 60,000        |
| 미국 (RIAA)                                                     | 골드 | 500,000^      |
| ^출하량을 기반으로 한 인증 · 판매량+스트리밍을 기반으로 한 인증 |      |               |